# Митрусь Іван
Іван Митрусь (14 червня 1897, станиця Уманська, Кубань — †після липня 1944, Польща) — сотник Армії УНР, учасник бою під Крутами.
Народився в станиці Уманській на Кубані.
Навчався у Кадетському корпусі в Тифлісі (1907—1912) з якого виключений за українофільство — між його книжками виявлено «Кобзар» Т. Шевченка.
Старшина 2-го Кінно-Запорізького полку (1920—1921), лицар Залізного хреста за Зимовий похід і бої.
Контрактний поручик Війська Польського у VII полку люблінських уланів (з 1928) як Iwan Mytruś-Wyhowski. Командир 1 ескадрону 9-ї дивізії піхоти (09.1939), потрапив в німецький полон, після звільнення з якого приєднався до Армії крайової. Командир підпільної ескадри Дев'ятого уланського полку АК, яка в рамках акції «Буря» захопила м. Мінськ Мазовецький (30.07.1944).
Загинув у рядах АК під час німецької окупації, ймовірно у Варшавському повстанні.